# أونياو كويمبرا
نادي يونياو دي كويمبرا هو نادي كرة قدم برتغالي أٌسس عام 1919. يلعب النادي في الدوري البرتغالي الدرجة الثانية.